# Selce (Pivka, Slovenija)
Selce je naselje u slovenskoj Općini Pivki. Selce se nalazi u pokrajini Notranjskoj i statističkoj regiji Notranjsko-kraškoj. 

## Stanovništvo
Prema popisu stanovništva iz 2002. godine naselje je imalo 216 stanovnika.